# 屏西 (福州)
屏西地区，位于中国福建省福州市鼓楼区西北部，是福建省直属机关住宅区的所在地。该地区毗邻福州二环路，铜盘路和西湖风景区，交通便利，风景秀美，是福州著名的人文居住区。